# Pflichtausgaben
Pflichtausgaben (engl.: Mandatory Spending) bezeichnet eine Kategorie von Staatsausgaben, die aufgrund bereits existierender Gesetze für bestimmte Programme (Pflichtaufgaben) Jahr für Jahr ausgegeben werden muss.
Im EU-Haushalt werden all diejenigen Ausgaben, die aufgrund internationaler Verträge oder EU-Verträge anfallen als obligatorische Ausgaben bezeichnet.

## Deutschland
Im Jahr 2006 wies der damalige Finanzminister Peer Steinbrück auf „die Verkarstung“ der Ausgabenseite  des Bundeshaushalts hin.
Der Bundesrechnungshof ermittelte, dass etwa 90 % des Bundeshaushalts nicht frei verfügbar sind, was die politische Handlungsfähigkeit erheblich einschränke. Diese Versteinerung wird voraussichtlich weiter zunehmen, verstärkt durch:
1. Zunehmende demografische Herausforderungen
2. Langfristige Auswirkungen der Corona-Pandemie
3. Ökonomische Folgen des Krieges in der Ukraine
4. Steigende Zinsausgaben nach dem Ende der Niedrigzinsphase[5]

Zur Bewältigung der Haushaltsversteinerung werden verschiedene Ansätze diskutiert:
Otto Fricke plädiert für eine „degressive Gestaltung“ von Subventionen: „Diese Subvention gibt es, und jedes Jahr sinkt sie um gewisse Prozentpunkte bis zu einem bestimmten Jahr – da ist sie abgeschafft. Dann muss die nachfolgende Politikgeneration fragen, ob sie erneut fördern möchte.“ Lars Feld, Berater des Finanzministers, betont die Notwendigkeit einer grundlegenden Überprüfung und Anpassung bestehender Regelungen. Er vergleicht den Prozess mit der Wartung eines Haushaltsgeräts: „Einen alten Wasserkocher muss man auch mal entkalken.“

## Vereinigte Staaten

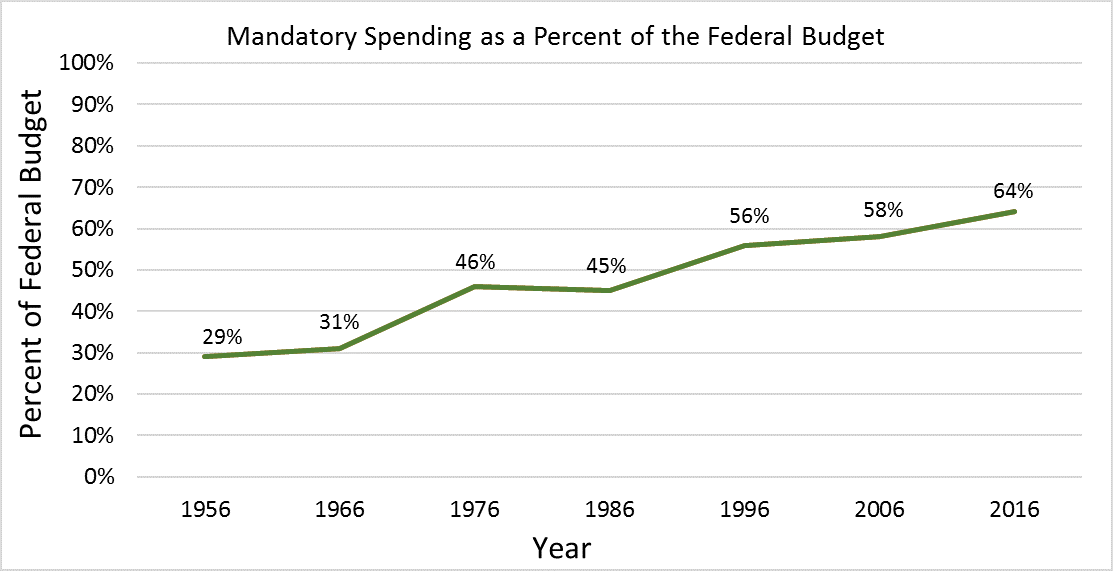
Im US Bundeshaushalt ist der Anteil der Pflichtausgaben stetig angewachsen.

In den Vereinigten Staaten bezieht sich Mandatory Spending auf die Haushaltsautorität und die daraus folgenden Auslagen, die in anderen Gesetzen als den jährlichen Appropriation Bills festgelegt sind. Im Fiskaljahr 2011 machte Mandatory Spending etwa 60 % des Bundeshaushaltes der Vereinigten Staaten aus. Die zwei größten Posten, die unter Mandatory Spending fallen, sind die Programme zur Gesundheitsversicherung (Medicare, Medicaid und CHIP) und die Sozialversicherung, die im Fiskaljahr 2012 zusammen 43 % des Bundeshaushalt ausmachten. Jedoch bestehen auch Teile des Haushalts verschiedener Ministerien aus Mandatory Spending, beispielsweise des Landwirtschaftsministeriums, des Verteidigungsministeriums, des Bildungsministeriums und des Kriegsveteranenministeriums.
Vor der Weltwirtschaftskrise waren fast alle Bundesausgaben der Vereinigten Staaten Ausgaben der Kategorie Discretionary Spending. Seit der Verabschiedung des Social Security Act im Jahr 1935 wurde jedoch ein steigender Anteil des Bundeshaushalts von Mandatory Spending beansprucht. Im Jahr 1947 machte die Sozialversicherung unter fünf Prozent des Bundeshaushalts und weniger als 0,5 % des Bruttoinlandsprodukts aus. Im Jahr 1962 wurden 13 % des Bundeshaushalts und die Hälfte des Mandatory Spending für die Sozialversicherung aufgewendet. 1965 beschloss der Kongress Medicare, ein Regierungsprogramm, um älteren Bürgern eine Gesundheitsversicherung zu garantieren. In den folgenden 10 Jahren stieg der Anteil des Mandatory Spending am Bundeshaushalt von 30 % auf über 50 %. Obwohl der Anstieg seitdem verringert wurde, machte Mandatory Spending im Fiskaljahr 2012 noch ungefähr 60 % des Bundeshaushalts aus.
Im Fiskaljahr 2011 machten die Sozialversicherung, Medicare und Medicaid mit insgesamt 70 % die größten individuellen Ausgaben des Mandatory Spending aus. Verschiedene Einkommenssicherungsprogramme machten weitere 18 % des Mandatory Spending aus, diese waren etwa SNAP, die Arbeitslosenversicherung und Programme zur Lohnauffüllung sowie die steuerliche Berücksichtigung von Kindern.